# Statua di Cosimo I
La statua di Cosimo I de' Medici di Pisa si trova in piazza dei Cavalieri, davanti al palazzo dei Cavalieri.

## Storia e descrizione
Fu commissionata allo scultore Pietro Francavilla dal granduca Ferdinando I nel 1596. Il monumento intendeva celebrare il padre di Ferdinando quale primo gran maestro dell'Ordine dei cavalieri di Santo Stefano.
Cosimo è raffigurato in piedi su un alto piedistallo, nell'atto di sottomettere un delfino, a simboleggiare il dominio del mare del Granducato. Davanti al piedistallo si trova una fontana, sempre del Francavilla, con una vasca a conchiglia, decorata da due esseri mostruosamente grotteschi (uno alla base e uno vicino allo zampillo) in stile manierista: è detta "del Gobbo".
La statua è stata danneggiata nel tempo e presenta alcune parti lacunose. Ad esempio, è da tempo mancante il bastone di comando che la mano destra impugnava in origine.

## Altre immagini

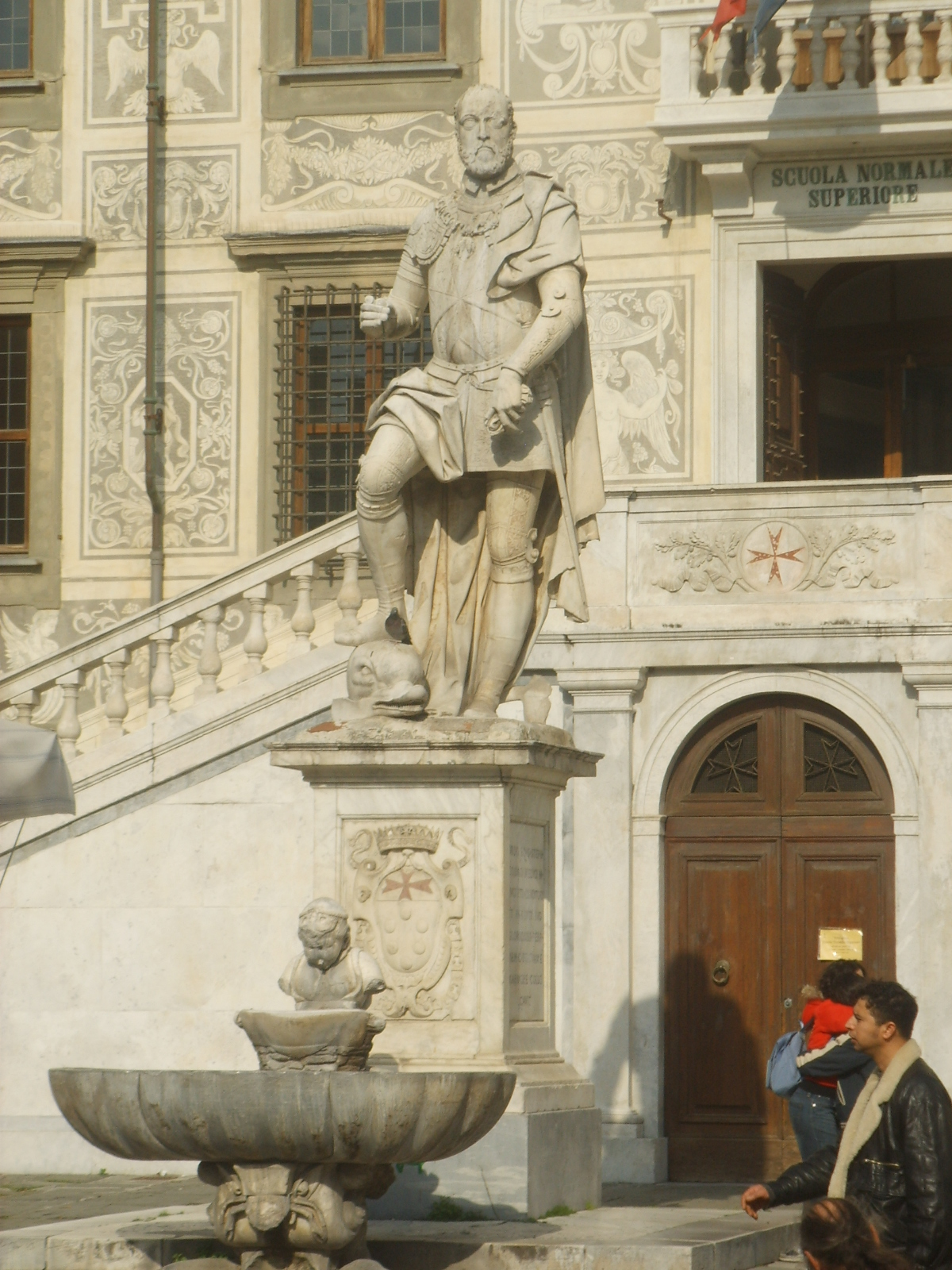
Veduta
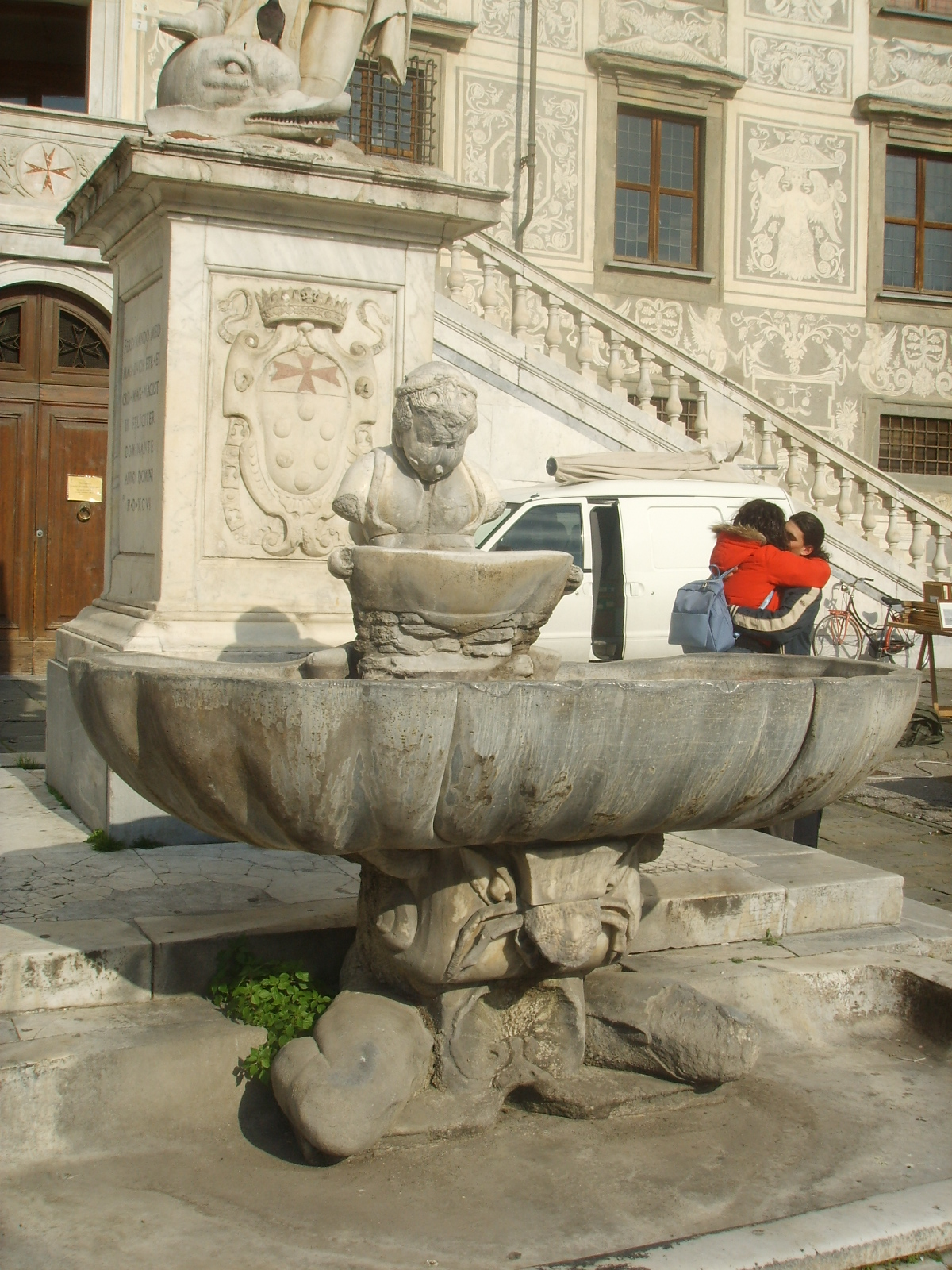
La fontana alla base
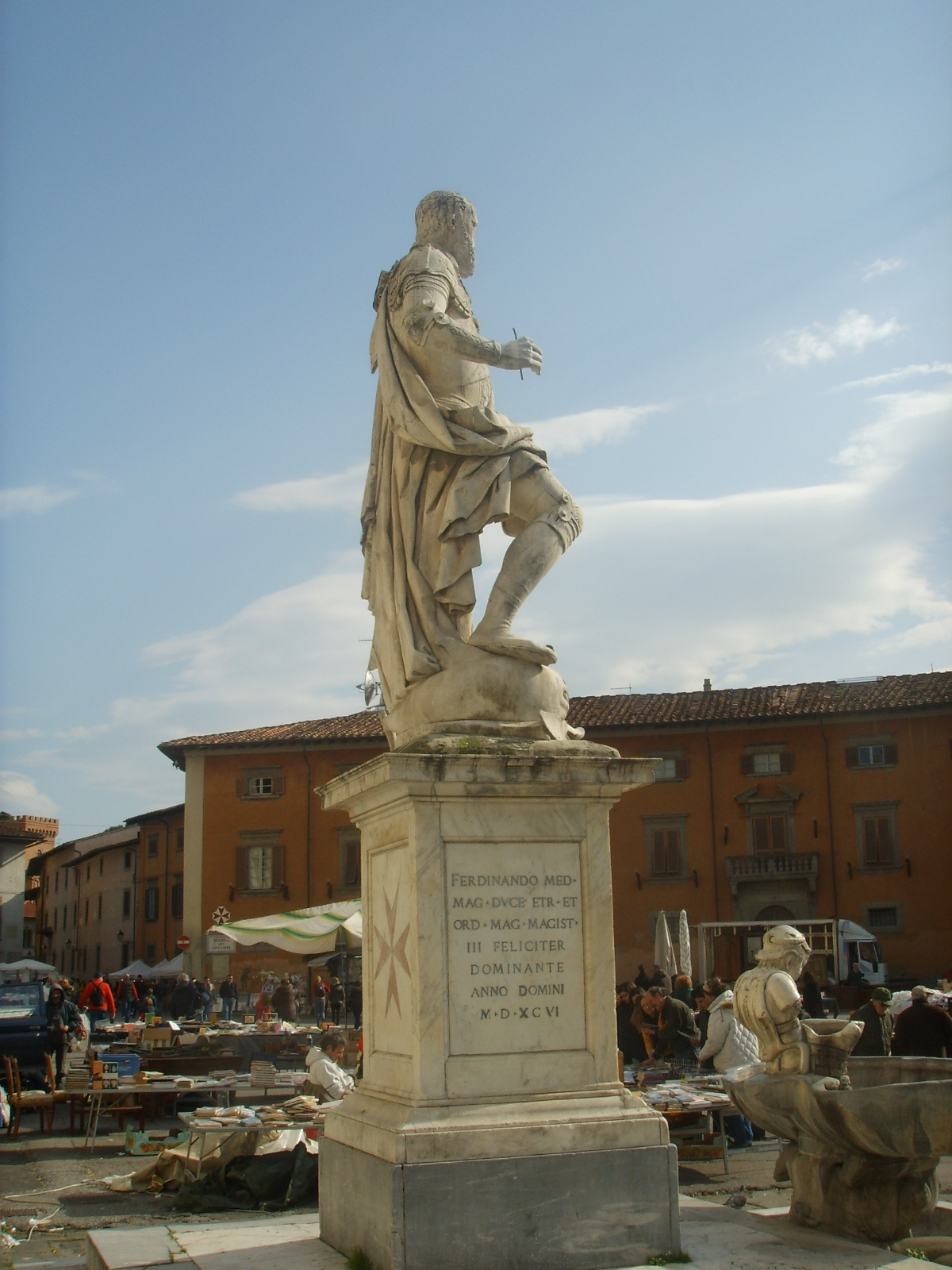
Veduta